# Ma Boy (singolo)
Ma Boy è il primo singolo digitale della sotto-unità del gruppo musicale sudcoreano Sistar, Sistar19, pubblicato nel 2011 dall'etichetta discografica Starship Entertainment insieme a LOEN Entertainment.

## Il disco
Il 28 aprile 2011 fu annunciata la sotto-unità SISTAR19 con la pubblicazione del teaser di "Ma Boy", uscito in digitale, insieme al video musicale, il 3 maggio 2011. Il 12 maggio, il duo pubblicò il video di prova del brano. Una versione speciale di "Ma Boy", con incluse le voci degli altri due membri del gruppo, Soyou e Dasom, fu inserita nel primo album delle SISTAR, So Cool, mentre la versione normale fu inserita nel singolo del duo "Gone Not Around Any Longer".
Le promozioni iniziarono il 5 maggio. "Ma Boy" debuttò al secondo posto nella Gaon Singles Chart e nono nella classifica annuale di Monkey3. Il brano "Ma Boy" fu utilizzato come traccia promozionale nelle loro performance nei programmi M! Countdown, Music Bank, Show! Music Core e Inkigayo.

## Tracce
1. Ma Boy – 3:17 (testo: Brave Brothers, War of the Stars – musica: Brave Brothers)
2. Ma Boy (Inst.) – 3:17 (testo: Brave Brothers, War of the Stars – musica: Brave Brothers)

## Formazione
- Bora – rapper
- Hyolyn – voce